# نمایه‌سازی وب
نمایه‌سازی وب یا نمایه‌سازی اینترنت به روش‌های گوناگونی اشاره می‌کند که برای نمایه‌سازی درونمایه یک وبگاه یا کل اینترنت بکار می‌روند. وبگاه‌های مستقل یا اینترانت‌ها ممکن است از نمایه‌سازی پشت کتابی استفاده کنند. درحالیکه موتورهای جستجوی وب، معمولاً از کلیدواژه و فراداده برای فراهم‌آوری واژگان مفیدتر برای جستجوی اینترنتی یا درون وبگاهی استفاده می‌کنند. با افزایش شمار نشریه‌های ادواری که مقاله‌های خود را به صورت برخط در دسترس قرار می‌دهند اهمیت نمایه‌سازی وب، برای وبگاه آن نشریه‌ها بیشتر شده است.
ممکن است نمایه‌سازی پشت کتابی، "نمایه‌های الف-ی وبگاه" نامیده شود. کاربرد الف-ی این است که یک بازبین یا رابط الفبایی وجود دارد. این رابط، با بازبینی لایه‌های دسته‌بندی سلسله‌مراتبی (که به "طبقه‌بندی" نیز شناخته می‌شوند) فرق می‌کند. زیرا این لایه‌ها لزوماً بر پایه الفبا مرتب نشده‌اند. اما همچنان در برخی وبگاه‌ها یافت می‌شوند. اگرچه می‌توان به جای چندین صفحه یک وبگاه، از نمایه‌های الف-ی برای نمایه‌سازی چندیدن وبگاه استفاده کرد اما این، چیز رایجی نیست.
فراداده وب، شامل اختصاص چند کلیدواژه یا گزاره به صفحه‌های وب یا وبگاه‌ها با یک برچسب فراداده می‌شود. بنابراین صفحه وب یا وبگاه می‌تواند با موتور جستجویی که برای پذیرش جستجوی بخش کلیدواژه‌ها طراحی شده، بازیابی شود. اینکه این فراداده، استفاده از کلیدواژه‌ها را در بگیرد یا نگیرد، به فهرست واژگان کنترل‌شده، بستگی دارد. این روش، معمولاً در نمایه‌سازی در موتورهای جستجو استفاده می‌شود.